# 寄 (松田町)
寄（やどりき）は、神奈川県足柄上郡松田町にある集落の地名。地名の由来は、諸説有るが、寄り合い(部落の集まり)が木の下で行われていた事から寄木=やどりぎになったと言われている。

## 地理
松田町の北西部に位置する集落。東部は秦野市に、西部は山北町に接する。
集落はシダンゴ山、鍋割山、高松山、雨山峠、檜岳に囲まれ、集落の中心部には中津川が流れている。

## 世帯数と人口
2020年（令和2年）10月1日現在（国勢調査）の世帯数と人口（総務省調べ）は以下の通りである。
| 大字 | 世帯数  | 人口    |
| ---- | ------- | ------- |
| 寄   | 730世帯 | 1,805人 |

バブル景気の頃に市街地から寄地区へ引越してきた住民により、1990年代初頭に人口が大幅に増えたが、近年はその子孫が進学や就職により寄地区から他の市町村へ流出している状況が続いており、人口は右肩下がりである。特に少子化が深刻で、人口のピーク時には300人超の児童が通っていた寄小学校は、近年は全校生徒で50人を割り込んでいる。

### 人口の変遷
国勢調査による人口の推移。
| 年                 | 人口  |
| ------------------ | ----- |
| 1995年（平成7年）  | 2,739 |
| 2000年（平成12年） | 2,727 |
| 2005年（平成17年） | 2,513 |
| 2010年（平成22年） | 2,331 |
| 2015年（平成27年） | 2,066 |
| 2020年（令和2年）  | 1,805 |

### 世帯数の変遷
国勢調査による世帯数の推移。
| 年                 | 世帯数 |
| ------------------ | ------ |
| 1995年（平成7年）  | 763    |
| 2000年（平成12年） | 793    |
| 2005年（平成17年） | 792    |
| 2010年（平成22年） | 762    |
| 2015年（平成27年） | 773    |
| 2020年（令和2年）  | 730    |

## 事業所
2021年（令和3年）現在の経済センサス調査による事業所数と従業員数は以下の通りである。
| 大字 | 事業所数 | 従業員数 |
| ---- | -------- | -------- |
| 寄   | 67事業所 | 341人    |

### 事業者数の変遷
経済センサスによる事業所数の推移。
| 年                 | 事業者数 |
| ------------------ | -------- |
| 2016年（平成28年） | 61       |
| 2021年（令和3年）  | 67       |

### 従業員数の変遷
経済センサスによる従業員数の推移。
| 年                 | 従業員数 |
| ------------------ | -------- |
| 2016年（平成28年） | 307      |
| 2021年（令和3年）  | 341      |

## 産業
昔からの寄地区に住む住民は、農業(梅、柑橘、お茶など)、養殖業(マス、イワナ、ヤマメ、サクラマス)、民宿業、林業、炭作り等で生計を立ててきたが、現在ではバブル景気による地価上昇と共に市街地から引っ越してきて定住した住民が人口の殆どを占めているため、地元産業に従事する人の割合は極少数である。また、農業に関しては後継者不足から耕作放棄地が増え、その間にイノシシ等の野生動物に荒らされて、荒廃農地が問題となっている。

## 交通

### 鉄道(最寄り駅)
- 新松田駅（小田急小田原線）
- 松田駅（JR東海御殿場線）
- ※距離的な最寄り駅は秦野市の小田急線渋沢駅となるが、バスが通っていないため、上記の駅を最寄り駅とする。

### バス
- 富士急湘南バス

### タクシー
- 松田合同自動車株式会社

## 施設

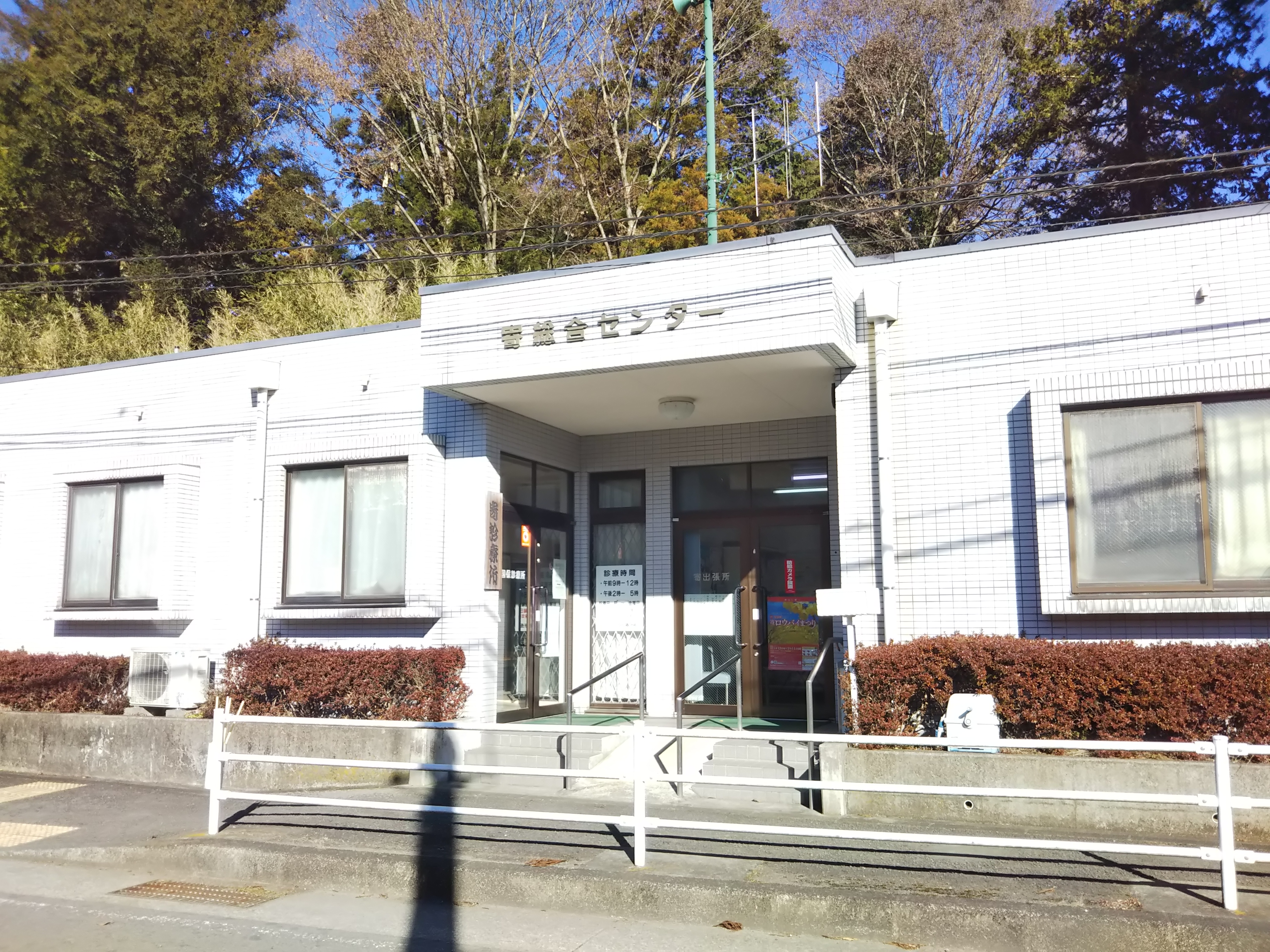
役場の出張所や診療所を備えた、寄総合センター

### 公共施設
- 松田町役場 寄出張所
- 休養村管理センター

### 医療
- 松田町国民健康保険診療所[12]

### 教育施設
- 学校法人聖心女子学院 聖心丹沢学舎
- 寄幼稚園
- 松田町立寄小学校
- 松田町立寄中学校(平成30年度末で廃校となり、寄地区は松田中学校の学区となった)

### 郵便局
- 寄郵便局

### 道路
- 国道
  - 国道246号
- 都道府県道
  - 神奈川県道710号神縄神山線
- 高速道路
  - 東名高速道路
  - 新東名高速道路 2027年度開通予定[13][14]

### 神社仏閣
- 寄神社
- 福昌院
- 大寺観音堂(四万八千)
- 曹洞宗日向山龍王寺

## 観光スポット
寄地区内の全てが観光資源との考え方もあるが、主なランドマーク的観光ポイントは次のとおり。
- シダンゴ山
- 中津川の桜並木
- 寄大橋(中津川の上流)
- 土佐原のしだれ桜
- 滝郷ノ滝

- 松田町寄ロウバイ園
- 寄自然休養村
  - 寄みやま運動広場
- 寄七つ星ドッグラン
- やどりき水源林
- 清津峡キャンプ場
- みやま浜膳

## 祭事・催事
- 寄ロウバイまつり
- 若葉祭り(子供の日)
- 寄神社祭り(3月の第1週目土曜日)

## その他

### 日本郵便
- 郵便番号 : 258-0001[3]（集配局 : 松田郵便局[15]）。